# Stellung von Amsterdam

Verlauf der Stelling van Amsterdam

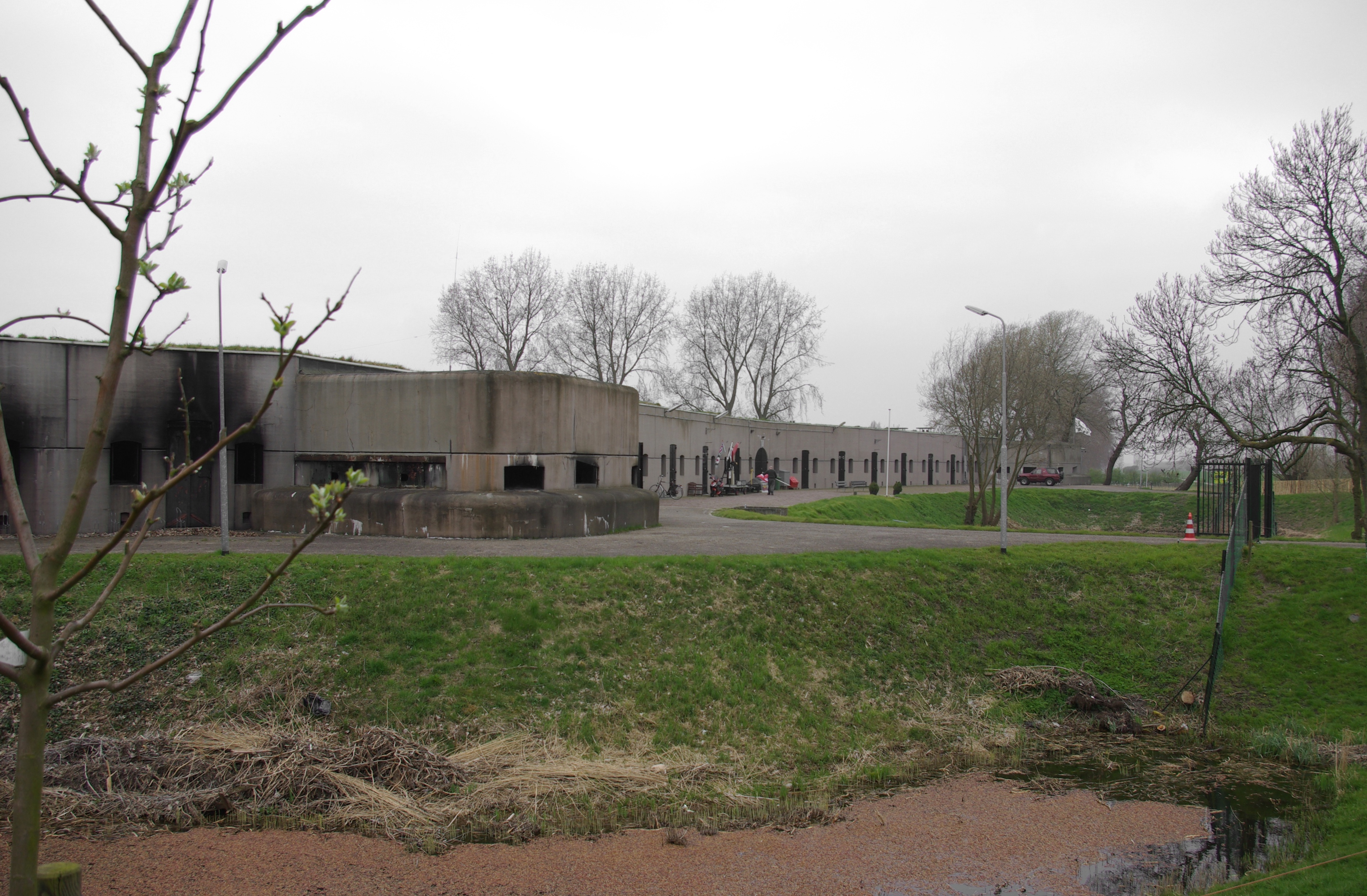
Kehlseite des Forts bei Aalsmeer, 2009

Die Stellung von Amsterdam (niederländisch Stelling van Amsterdam) war ein etwa 135 km langer Verteidigungsring mit einem Radius von 10 bis 15 km um die niederländische Hauptstadt Amsterdam. Die Anlage, die u. a. aus zahlreichen Forts, Batterien, Deichen, Wehren sowie Wassergräben bestand, sollte auf Grundlage der Inundierung arbeiten und kam nie zum Einsatz.
Die noch erhaltenen Bauwerke der Stellung wurden 1996 in die Liste des Weltkulturerbes der UNESCO aufgenommen.

## Geschichte

### Planung
Nach langem Drängen des Militärs und unter dem unmittelbaren Eindruck des Deutsch-Französischen Krieges (1870–1871) plante die niederländische Regierung, die Stadt Amsterdam als nationales Reduit und damit als Festung auszubauen. Grundlage hierfür war das 1874 verabschiedete Festungsgesetz, das u. a. den Bau der Stellung von Amsterdam verankerte. Obwohl wichtige Entscheidungsprozesse noch nicht abgeschlossen waren, begann man 1881 mit dem Bau der Anlage, was sich zunächst auf Erdarbeiten beschränkte. Wegen neuer technischer Entwicklungen, vor allem der Verbreitung der Brisanzgranate, mussten die Pläne noch lange nach Baubeginn den aktuellen Anforderungen angepasst werden. Die Arbeiten wurden mehrfach durch Baustopps und weitere Planungsphasen unterbrochen.

### Inundierung

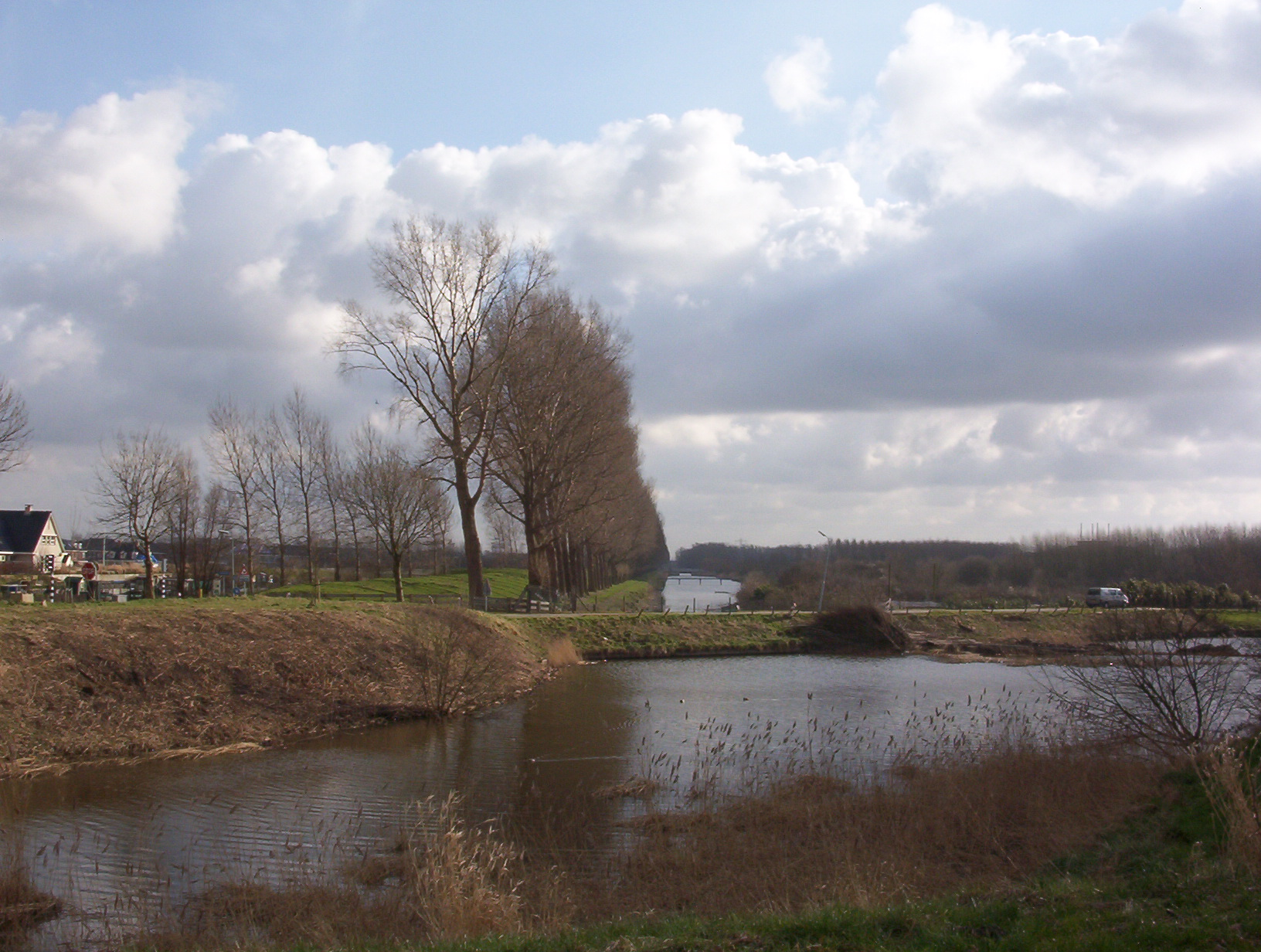
Dieser Deich sollte die Inundierung auf die südliche Hälfte des Haarlemmermeer-Polders beschränken.

Nach dem Vorbild der Holländischen Wasserlinie entschied man sich für einen Verteidigungsring auf Basis der Inundierung. Bei einem Angriff sollten vorgesehene Flächen etwa 50 cm hoch mit Wasser geflutet werden. Mit diesem Wasserstand konnte eine Überwindung sowohl zu Fuß als auch mit Booten verhindert werden. Neben den relativ geringen Kosten sprachen auch die geographischen Gegebenheiten für eine derartige Anlage. Große Gebiete um Amsterdam bestanden aus Poldern, die zum Teil erst wenige Jahre vorher trockengelegt wurden und deshalb dünn besiedelt waren. Dennoch stellte das Vorhaben hohe Ansprüche an die verantwortlichen Wasserbauingenieure.
Für eine gleichmäßige und möglichst schnelle Flutung (innerhalb von 3 bis 10 Tagen) baute man zahlreiche Wassergräben, Wehre und Schleusen. Um unkontrollierte Überschwemmungen auszuschließen, legte man Deiche von mehreren Kilometern Länge an. So sollte u. a. die nördliche Hälfte des Haarlemmermeer-Polders trocken bleiben, um im Falle einer Belagerung als Ackerland die Selbstversorgung Amsterdams zu ermöglichen. Auch bereits vorhandene Deiche, Kanäle und andere Verkehrswege wurden in die Stellung einbezogen und teilweise baulich verändert. An einigen Abschnitten der Südostfront konnte man auf Anlagen der Holländischen Wasserlinie zurückgreifen.

### Forts

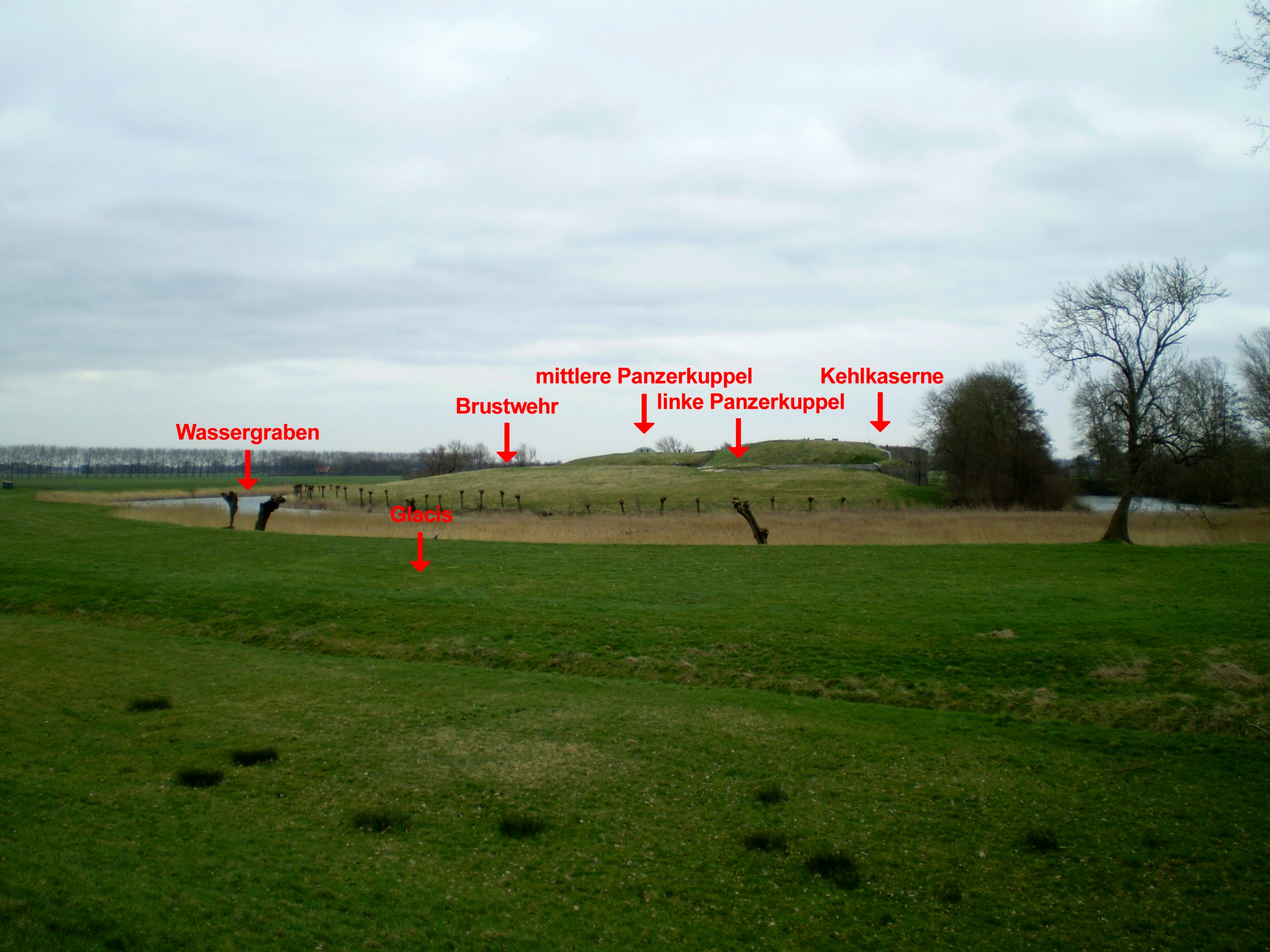
Seitenansicht des Forts bei Spijkerboor (mit Legende), 2008. Alle Forts der Stellung haben einen ähnlichen Aufbau, wobei vor allem die Lage und Anzahl der Panzerkuppeln variieren.

Höher gelegene Geländeabschnitte und Verkehrswege, die die Wehranlage durchquerten, verhinderten die Möglichkeit zur lückenlosen Inundierung. An der Westseite sorgten die nahe gelegenen Dünen für eine relativ schmale Verteidigungslinie. Im Osten grenzte die Stellung direkt an die Zuiderzee. Um feindliche Angriffe auch an diesen Stellen abwehren zu können, plante man die Errichtung von 42 Forts und Batterien. Diese bestanden ursprünglich aus Wassergräben und Erdwällen, wurden jedoch ab 1897 in mehreren Bauphasen mit Kasematten aus Beton und Panzerkuppeln versehen. Zwischen den Forts sorgten zahlreiche Nebenbatterien für zusätzlichen Schutz.
Die Artillerie der Stellung bestand zunächst aus Festungsgeschützen von Krupp-Gruson mit einem Kaliber von 6 cm. Später rüstete man mit Maschinengewehren und größeren, mobilen Geschützen nach bzw. um. Batterien und Nebenbatterien verfügten ebenfalls über mobile Waffen. Die in Friedenszeiten unbesetzten Forts waren für eine Besatzung von jeweils rund 250 bis 350 Mann ausgelegt. Außerhalb des Wassergrabens befanden sich ein ständig bewohntes Wärterhäuschen und eine Lagerhalle.

### Erster Weltkrieg

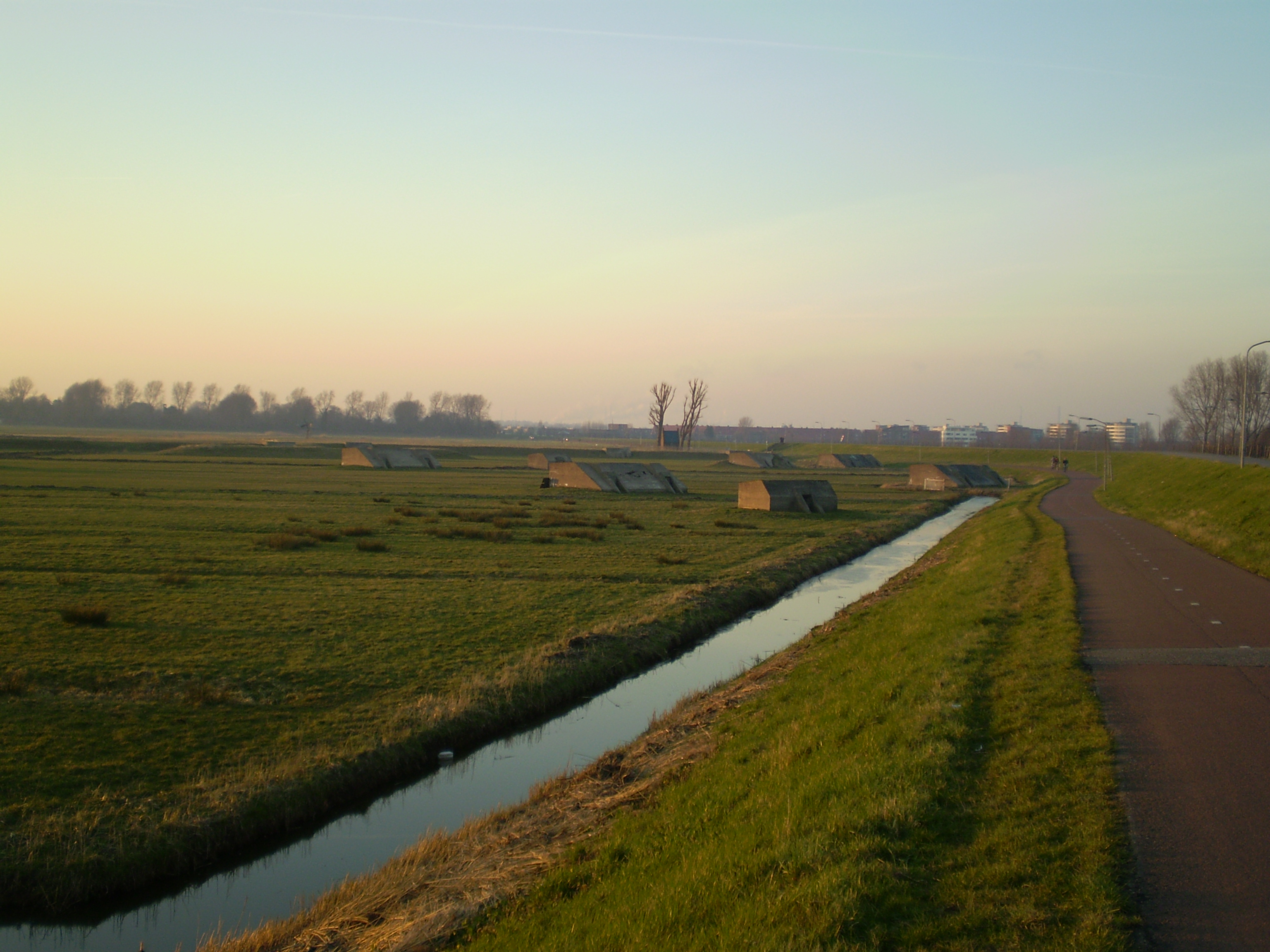
Bunker aus der Zeit des Ersten Weltkrieges zwischen den Forts von Spaarndam, 2008

Am 31. Juli 1914, einen Tag vor Ausbruch des Ersten Weltkrieges, erfolgte in den neutralen Niederlanden die Generalmobilmachung. Wenige Tage später war die Stellung von Amsterdam mit ca. 10.000 Soldaten gefechtsbereit.
Nach der schnellen Eroberung des vergleichbaren Festungsrings Lüttich im August 1914, spätestens jedoch mit dem Einsatz von Kampfflugzeugen, galt die Stellung von Amsterdam als technisch überholt. 1915 begann man, die Festungsartillerie teilweise an andere Teile der Armee zu übergeben. Die bei Kriegsbeginn nicht vollendete Festung wurde dennoch, wenn auch nur notdürftig, weiter ausgebaut. 1916 errichtete man den Flugplatz Schiphol als Teil der Anlage. Im gleichen Jahr wurden auf Drängen des Deutschen Reiches einige westlich gelegenen Forts um zusätzliche Bunker erweitert, um eventuelle Angriffe aus England abzuwehren. Größere Pläne, wie die Errichtung eines inneren Verteidigungsringes und die Modernisierung älterer Forts, ließ man fallen. Da die Niederlande während des Krieges ihre Neutralität bewahren konnten, kam es zu keiner Inundierung und die Anlage blieb von Kampfhandlungen verschont. 1920, zwei Jahre nach Kriegsende, galt die Stellung von Amsterdam als fertiggestellt. Als Konsequenz der neuen Kriegsführung verlor sie 1921 den Status einer eigenständigen Wehranlage und wurde Teil der Festung Holland.

### Zweiter Weltkrieg

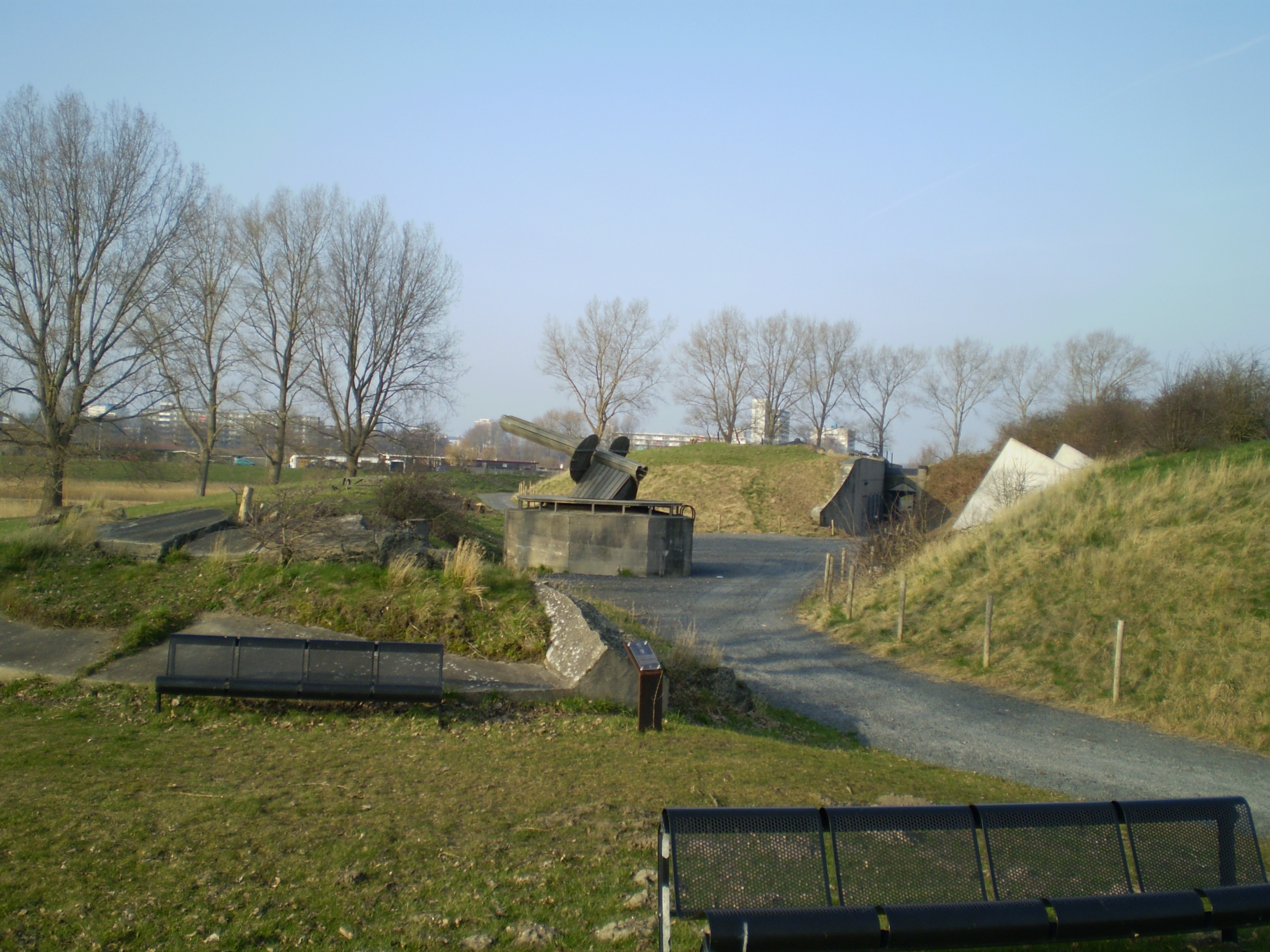
Fort bei Vijfhiuizen: Geschützstand aus dem Zweiten Weltkrieg (mit Holzattrappe), links hinter der Bank: Reste der originalen Panzerkuppel des Forts, 2008

Als die deutsche Wehrmacht am 10. Mai 1940 die Niederlande überfiel, war die Stellung von Amsterdam nur noch von geringer militärischer Bedeutung. Im nördlichen Abschnitt wurden Soldaten stationiert und Inundierungen vorbereitet. Innerhalb weniger Tage war ein Großteil des Landes jedoch überrannt und die Niederlande kapitulierten, bevor deutsche Truppen die Stellung erreichten.
In der Folgezeit dienten die meisten Forts den deutschen Besatzern als Munitionslager oder Kasernen. Aus einem Großteil der Gebäude wurde Metall für die deutsche Rüstungsindustrie demontiert. Viele Forts wurden in den Atlantikwall integriert und u. a. mit Abhörposten, Geschützen und zusätzlichen Bunkern ausgestattet. Gegen Ende des Krieges machte die deutsche Wehrmacht auch im Bereich der Stellung von Amsterdam von (nicht fachgerecht ausgeführten) Inundierungen Gebrauch und setzte in Nordholland Gebiete von mehr als 10.000 ha Fläche unter Wasser, um sich vor einer Invasion der Alliierten zu schützen.

### Kalter Krieg und heute
Nach dem Zweiten Weltkrieg verlor die Stellung von Amsterdam gänzlich ihre ursprüngliche Funktion. Zwischen 1946 und 1948 dienten zahlreiche Forts der Stellung als Gefangenenlager für politische Kollaborateure. Anschließend benutzte das Militär die meisten Forts als Depots für explosive Stoffe, Verbandmaterial, Fahrzeuge oder Lebensmittelvorräte. In den 1950er und 1960er Jahren wurden die Forts aufgegeben und größtenteils ab 1990 an das Ministerium für Finanzen verkauft und anschließend verpachtet. Die Anlagen zur Inundierung wurden bereits in den 1970er Jahren an Wasserverbände überschrieben.
Da die Bebauung des Verteidigungsrings einst nur unter strengen Auflagen möglich war, bildet er in der heute dicht besiedelten Randstad eine wichtige Kette von Biotopen und Naherholungsgebieten. Die meisten Forts der seit 1996 zum UNESCO-Welterbe zählenden Stellung sind an Vereine, gastronomische Betriebe oder Galerien verpachtet und nicht frei zugänglich. Inzwischen bieten mehrere Vereine und Stiftungen an Wochenenden Führungen durch einzelne Forts an. Auch am Tag des offenen Denkmals und im offiziellen Fortmonat September können viele Forts besichtigt werden.

## Wichtige Unterteile der Stellung

### Sektor Ilpendam

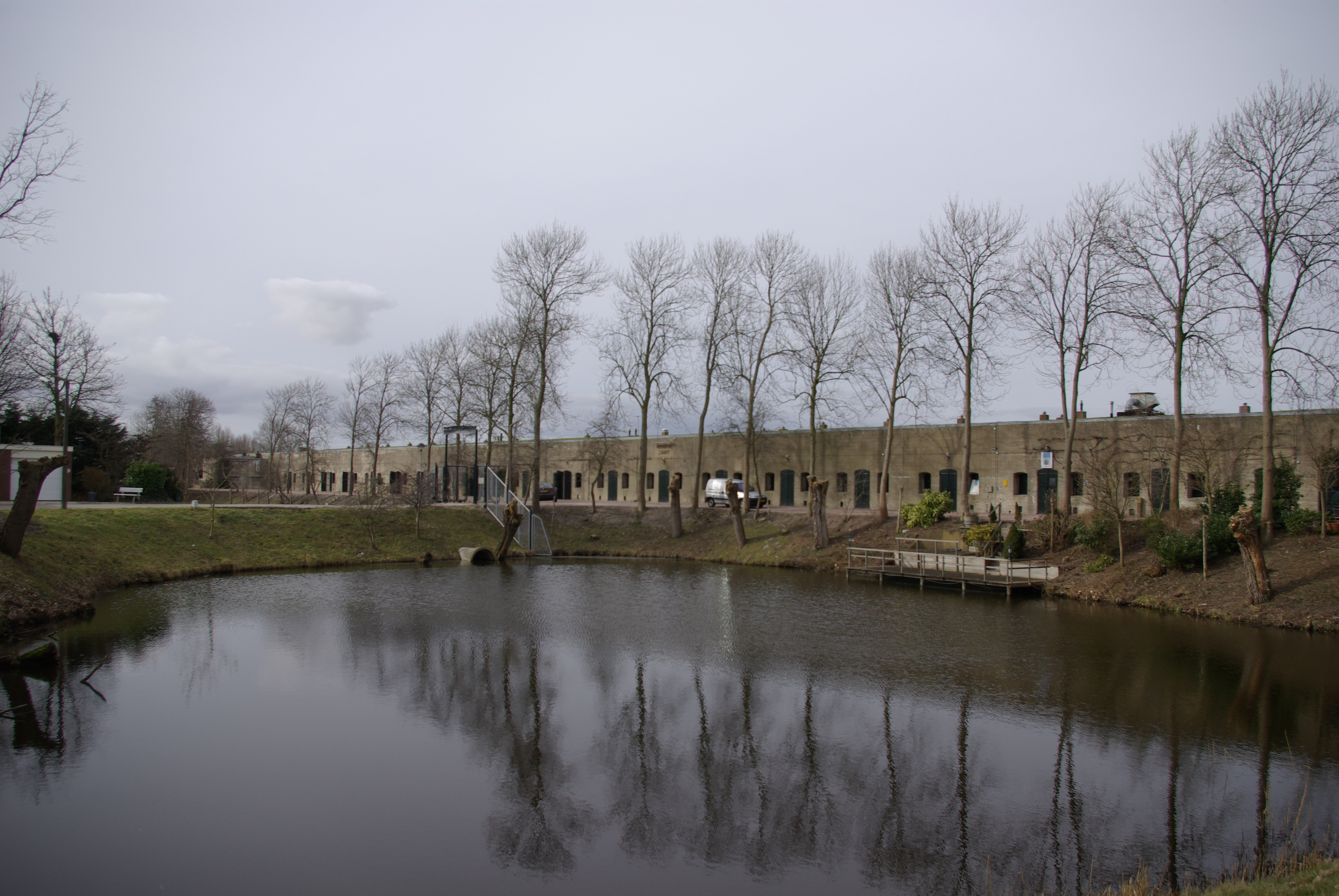
Fort nördlich von Purmerend, 2010

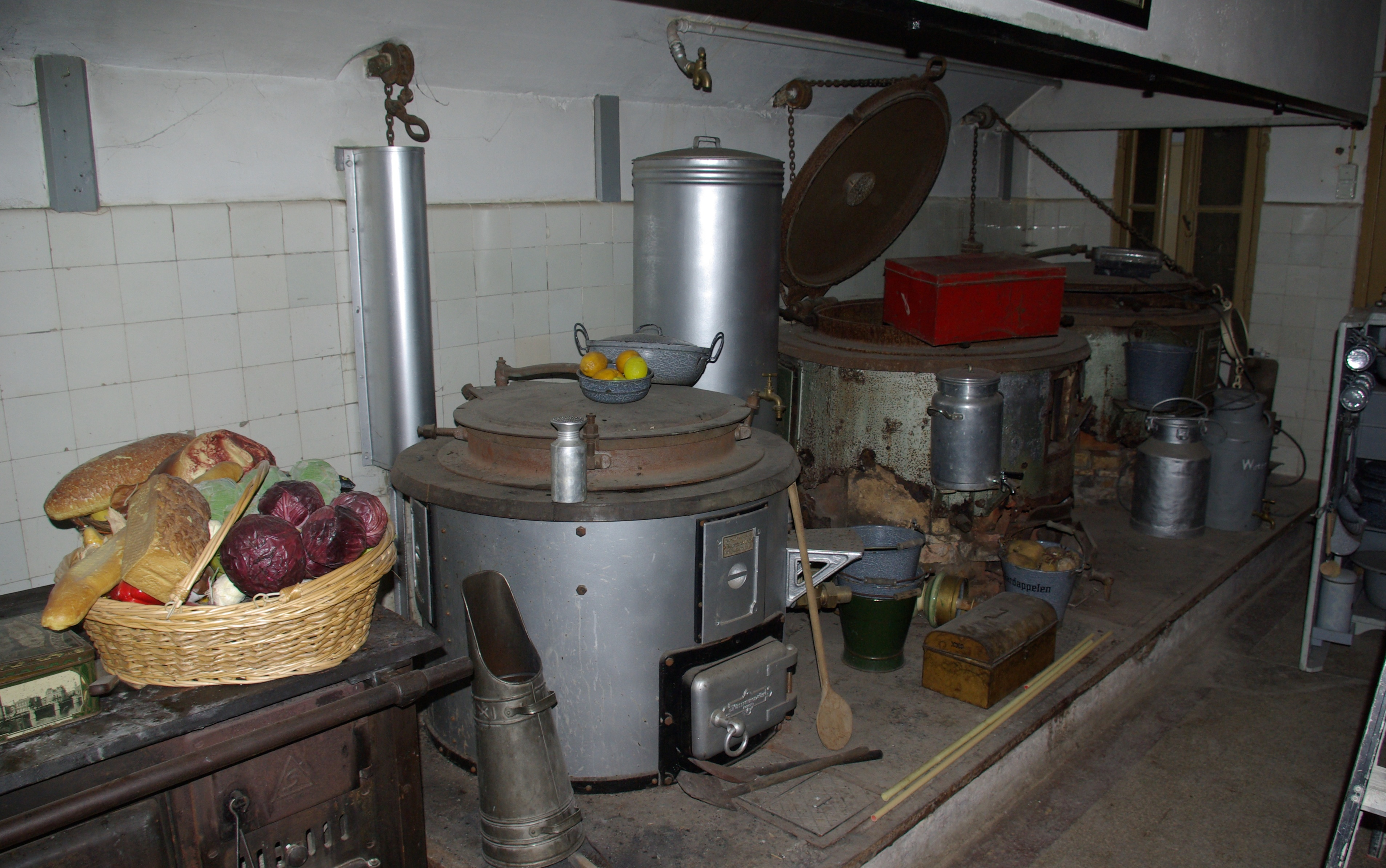
Küche im Fort bei Edam, 2010

- Materiallager des Sektors Ilpendam (teilweise abgetragen)
- Munitionslager des Sektors Ilpendam (abgetragen)

#### Gruppe Purmerend
- Fort am Jisperweg
- Fort am Middenweg
- Inundierungsdämme Beemster
  - Fort am Nekkerweg
- Inundierungsdamm Kwadijk
- Fort nördlich von Purmerend
- Fort bei Kwadijk (unvollendet, teilweise abgetragen)

#### Gruppe Edam
- Fort bei Edam
- Batterie Janhagelhoek (unvollendet, abgetragen)
- Batterie bei Uitdam (unvollendet, abgetragen)
- Küstenbatterie bei Durgerdam

### Sektor Ouderkerk

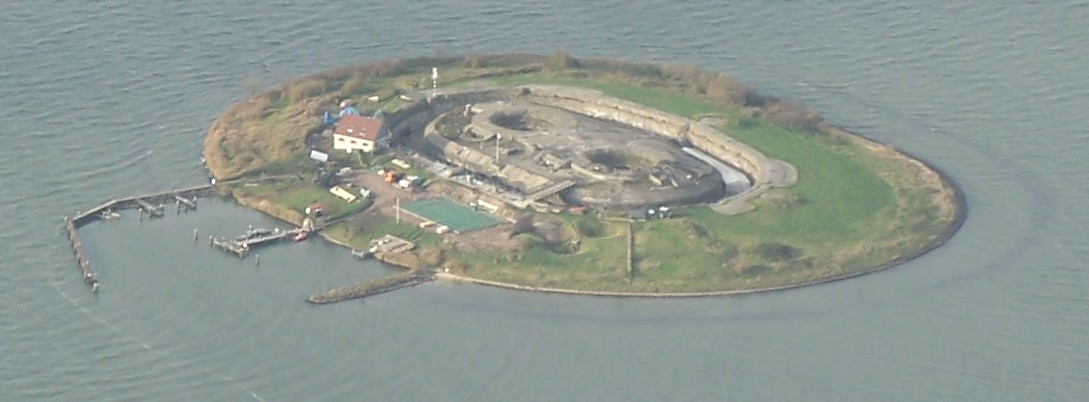
Fort am Pampus im heutigen IJmeer, 2005

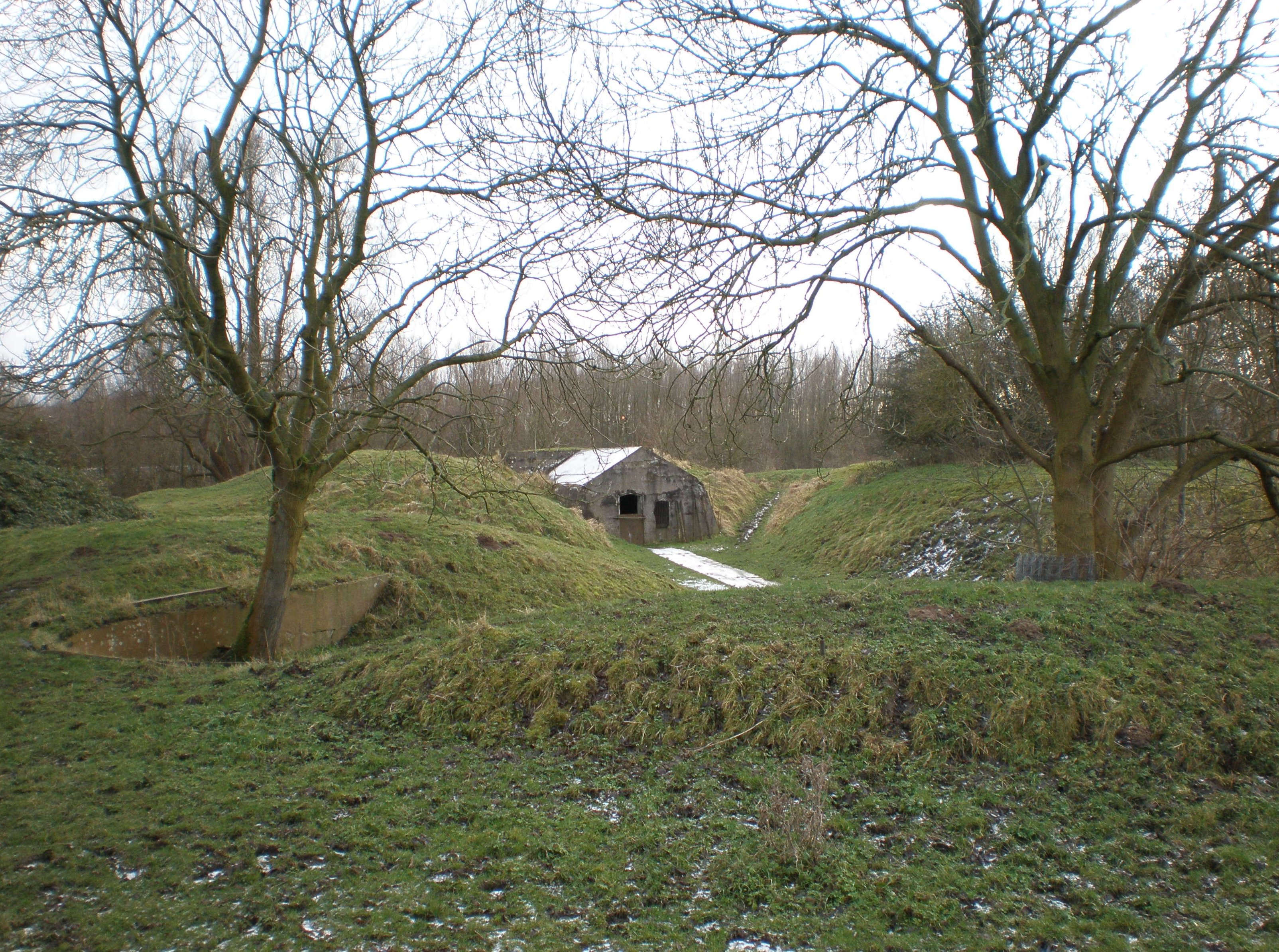
Küstenbatterie bei Diemerdam, 2009

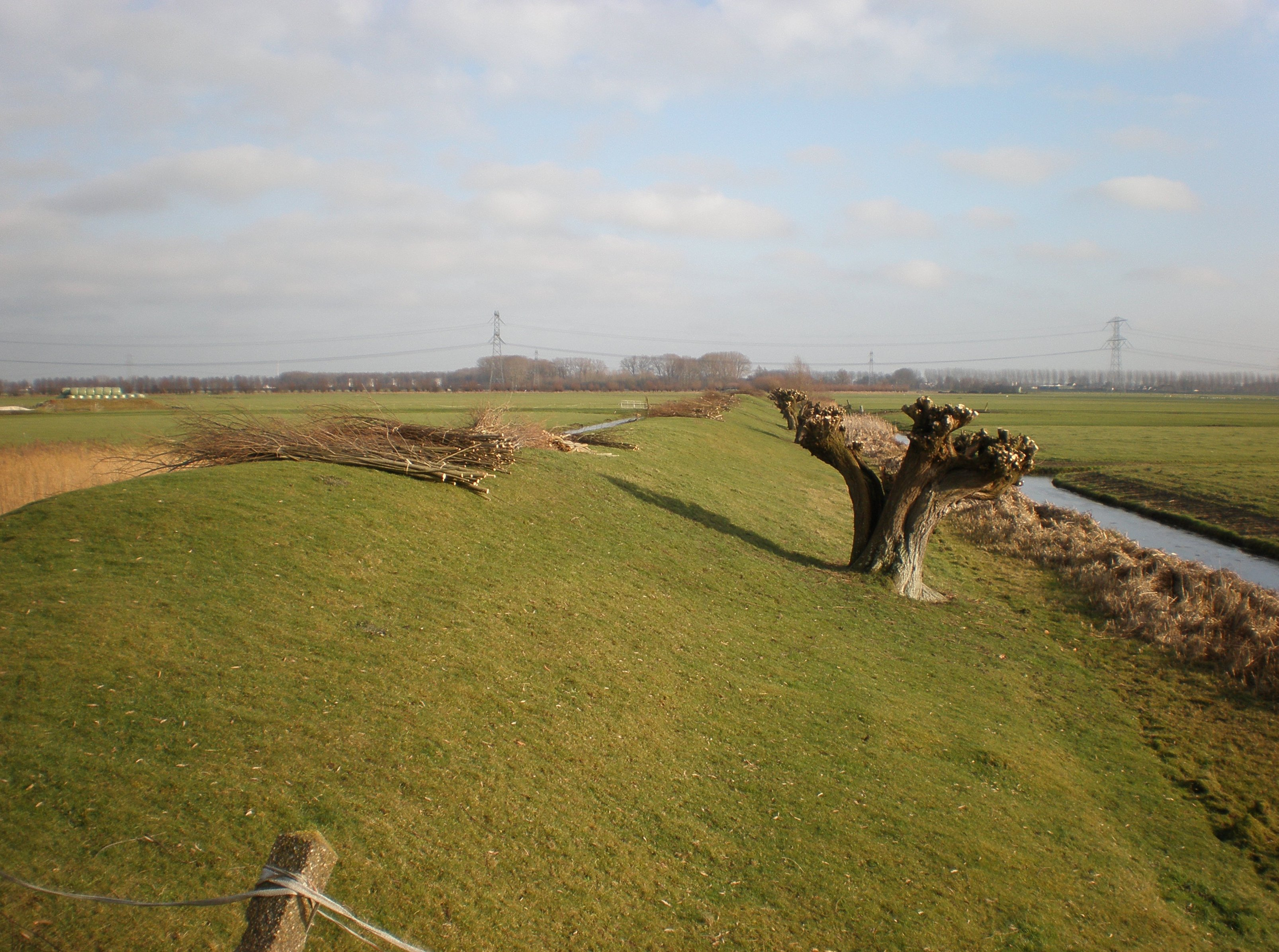
Linienwall Geindijk-Nigtevecht, 2009

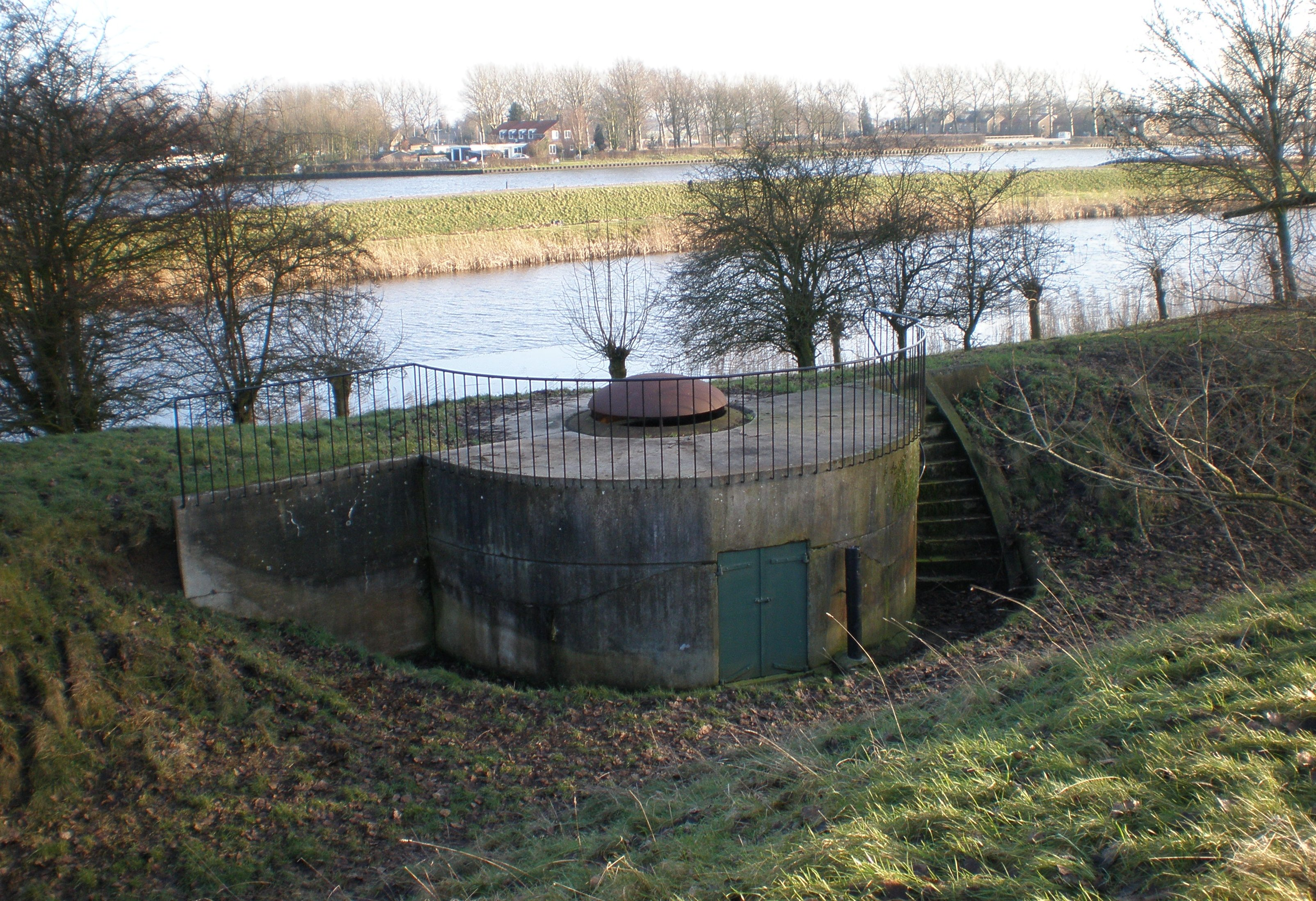
Eine Geschützkuppel des Forts bei Nigtevecht zur Verteidigung des Amsterdam-Rhein-Kanals, 2009

- Fort im Laander- und Westbijlmerpolder (Munitionslager, 1968 abgetragen)
- Materiallager des Sektors Ouderkerk

#### Gruppe Diemerbrug
- Fort am Pampus
- Küstenbatterie bei Diemerdam
- Festung Muiden (ursprünglich Teil der Holländischen Wasserlinie)
  - Muizenfort
  - Westbatterie Muiden
  - Kasematten Muiden
- Festung Weesp (ursprünglich Teil der Holländischen Wasserlinie)
  - Turmfort am Ossenmarkt
  - Batterie De Roskam (1924 und 1998 abgetragen)
  - Kasematten Weesp
- Position von Muiderberg
  - Fort bei Muiderberg (unvollendet)
- Feldstellung Hakkelaarsbrug – Uitermeer
  - Kasematten Hakkelaarsbrug
- Fort Uitermeer (ursprünglich Teil der Holländischen Wasserlinie)
  - Kasematten Uitermeer
  - Feldstellung Uitermeer
- Fort Hinderdam (ursprünglich Teil der Holländischen Wasserlinie)

#### Gruppe Abcoude
- Linienwall Geindijk – Nigtevecht
  - Fort bei Nigtevecht
  - Batterien an der Gein
- Fort bei Abcoude
- Fort an der Winkel (unvollendet)

#### Gruppe De Nes
- Fort im Botshol (unvollendet)
- Fort Waver-Amstel
- Linienwall Kudelstaart – Uithoorn
  - Fort bei Uithoorn
  - Fort an der Drecht
  - Fort bei De Kwakel
- Vorposten entlang der Drecht

### Sektor Sloten

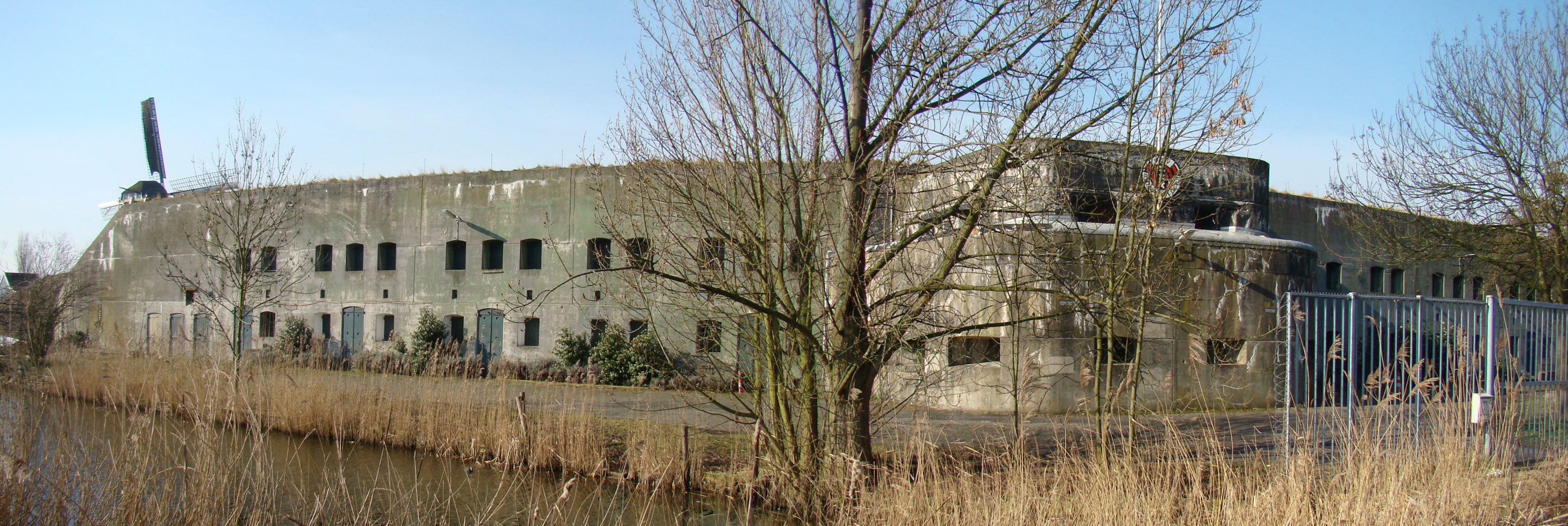
Fort bei Hoofddorp, 2009

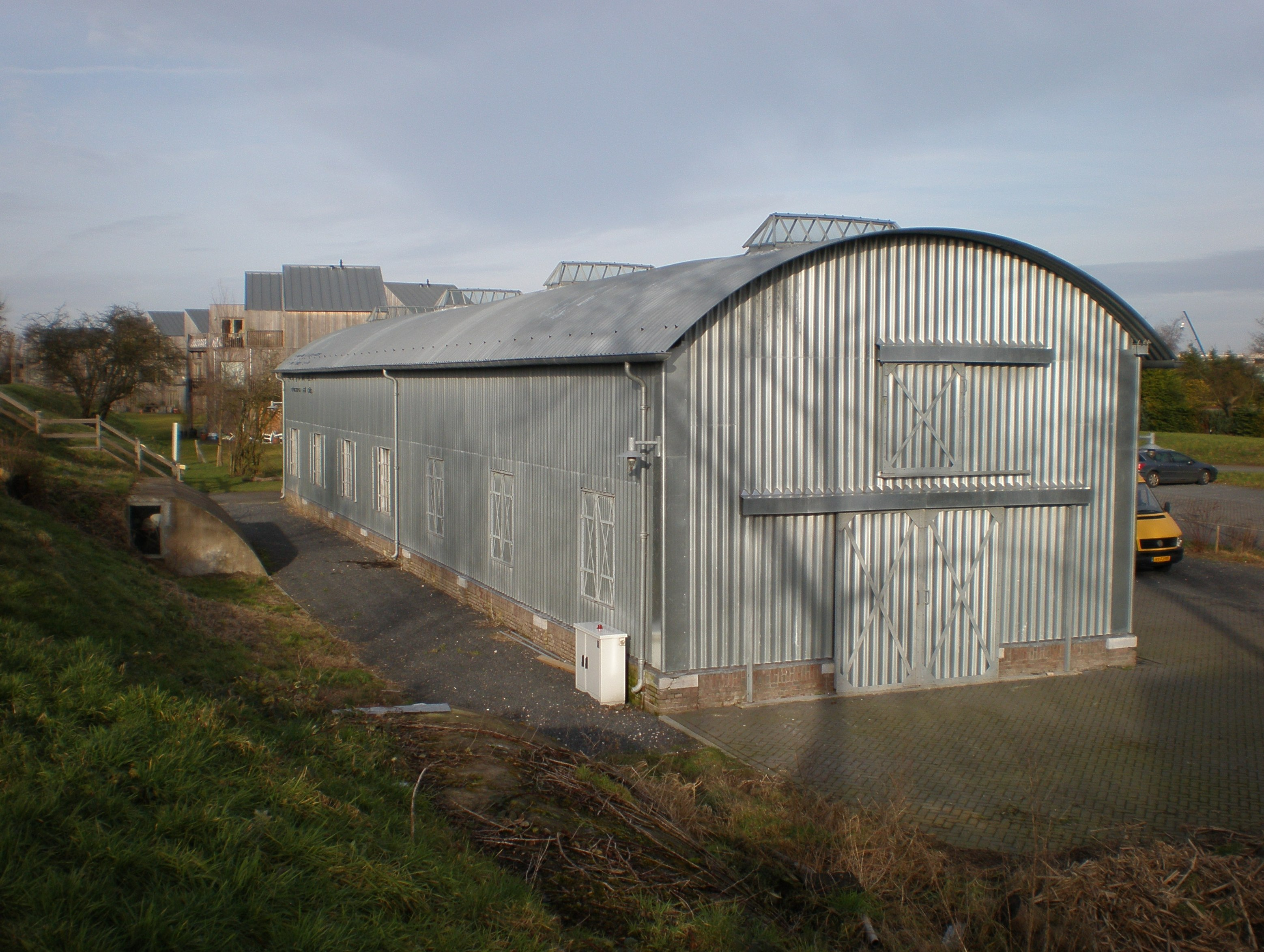
Transportable Lagerhalle des Forts bei Vijfhuizen, 2009

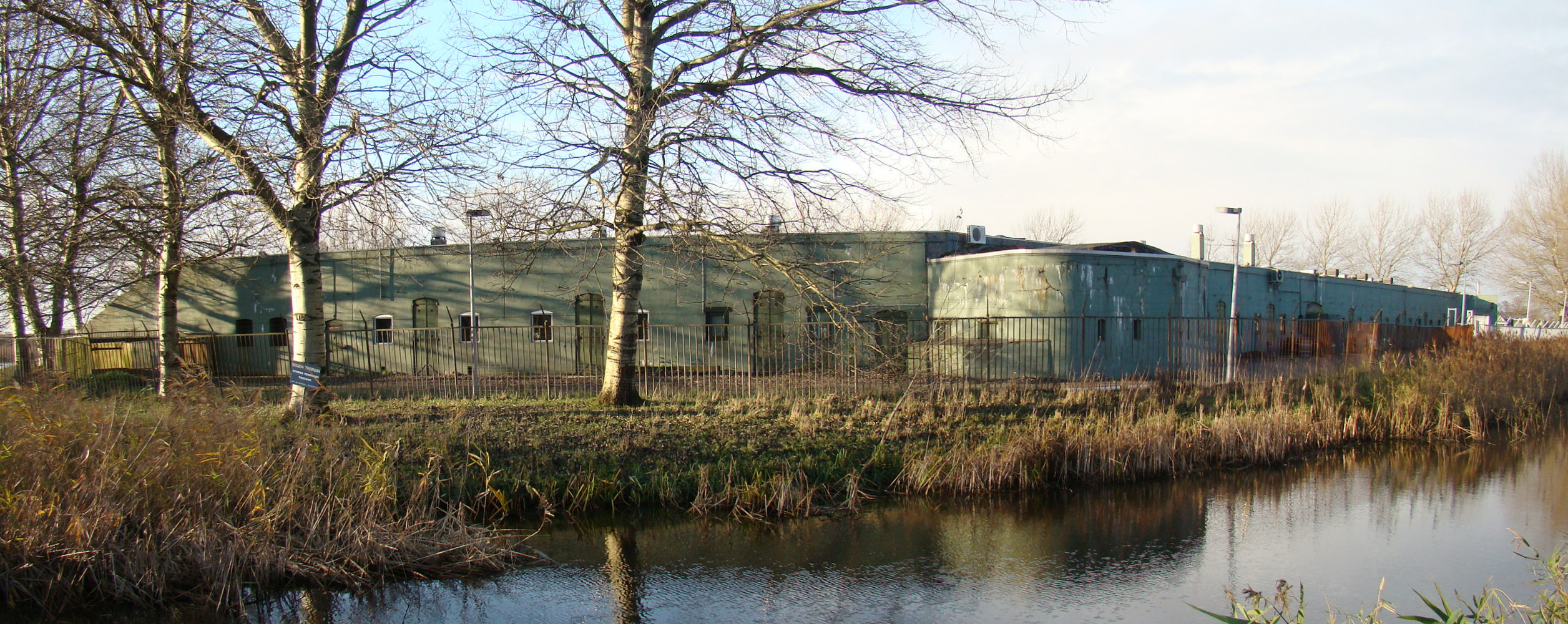
Fort bei der Liebrug, 2008

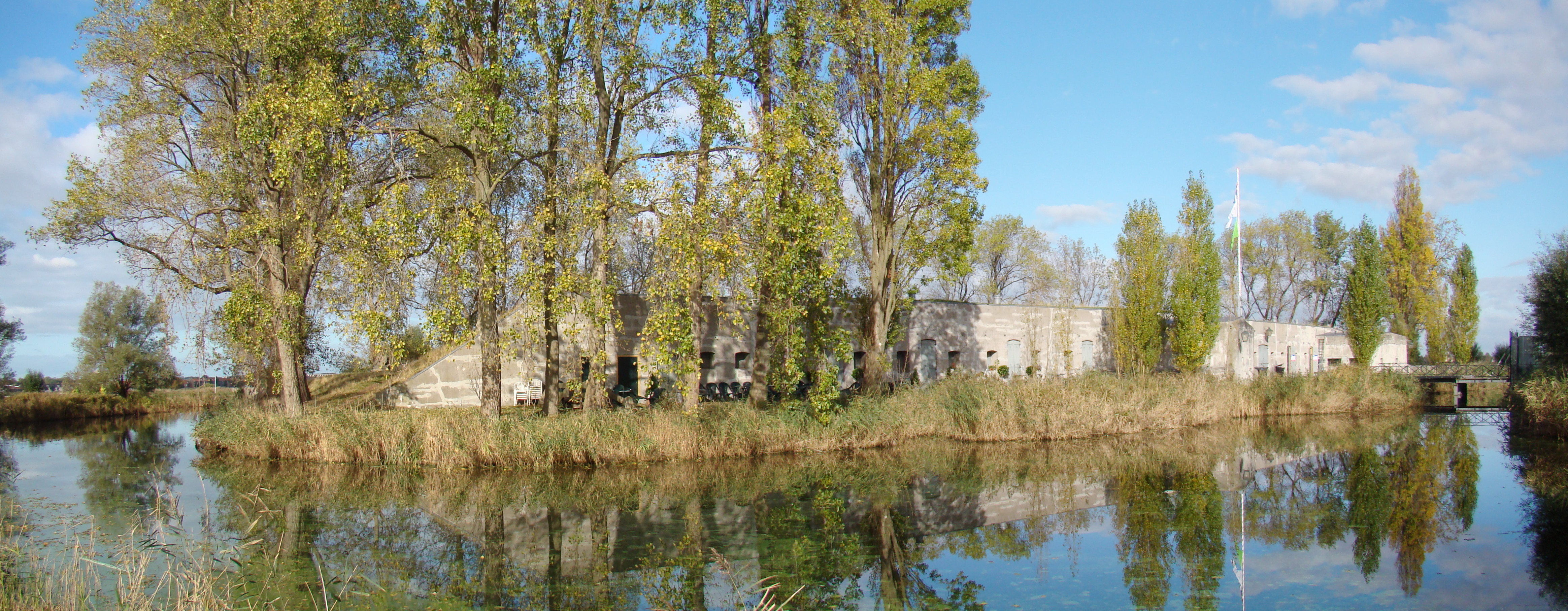
Fort südlich von Spaarndam, 2009

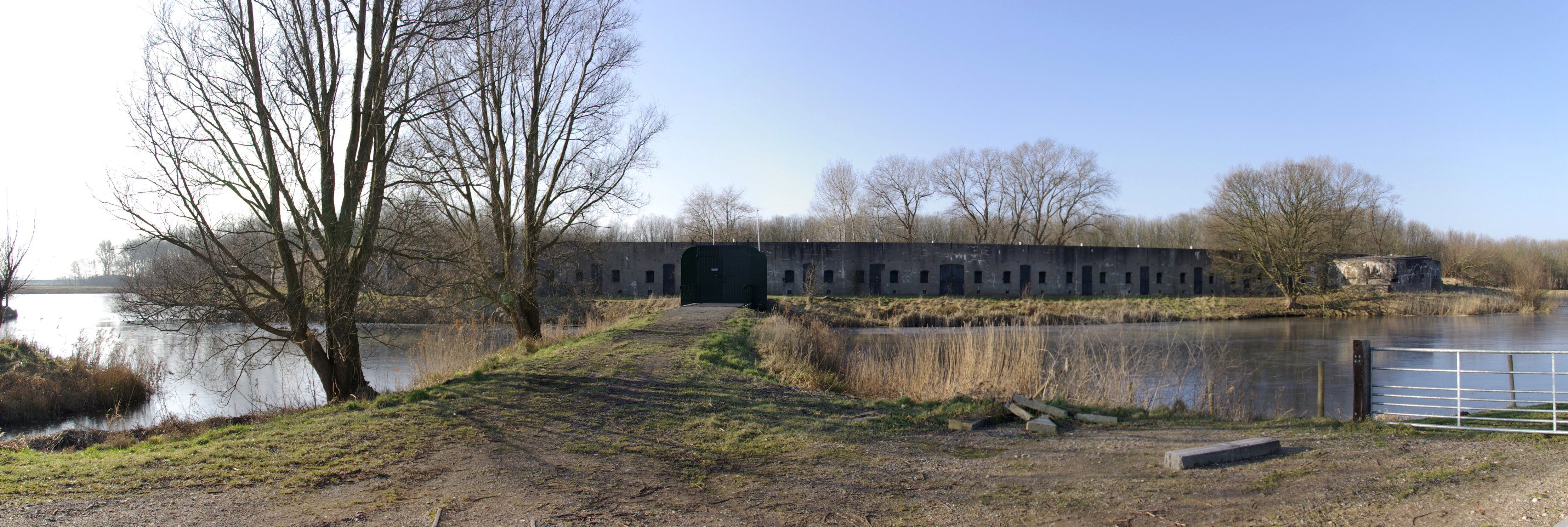
Fort nördlich von Spaarndam, 2009

- Materiallager des Sektors Sloten
- Munitionslager des Sektors Sloten
- Materiallager Halfweg

#### Gruppe Schiphol
- Fort bei Kudelstaart
- Fort am Schiphol (abgetragen)
- Geniedijk Haarlemmermeer
  - Fort bei Aalsmeer
  - Batterie am Aalsmeerderweg
  - Kasematten Slotertocht
  - Batterie am Sloterweg
  - Fort bei Hoofddorp
  - Batterie am IJweg

#### Gruppe Halfweg
- Fort bei Vijfhuizen
  - Vorposten bei Vijfhuizen
  - Vorposten bei Cruquius
- Linienwall an der Liede
  - Fort an der Liede (teilweise abgetragen)
  - Fort bei der Liebrug
  - Fort bei Penningsveer
- Linienwall bei Spaarndam
  - Fort südlich von Spaarndam
  - Fort nördlich von Spaarndam
- Kasematten Seitenkanal B

### Sektor Zaandam

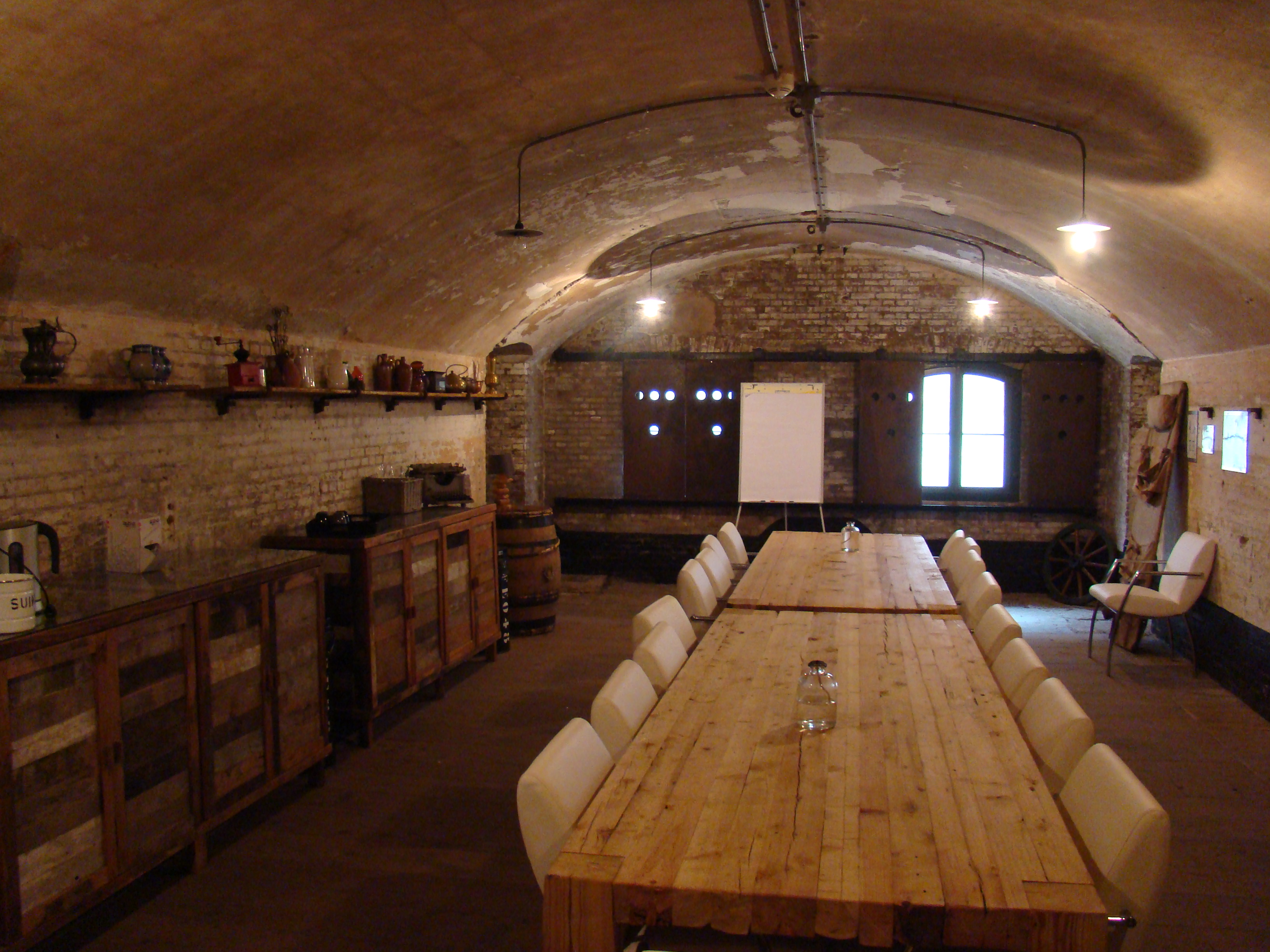
Ein Innenraum des Forts bei IJmuiden, 2009

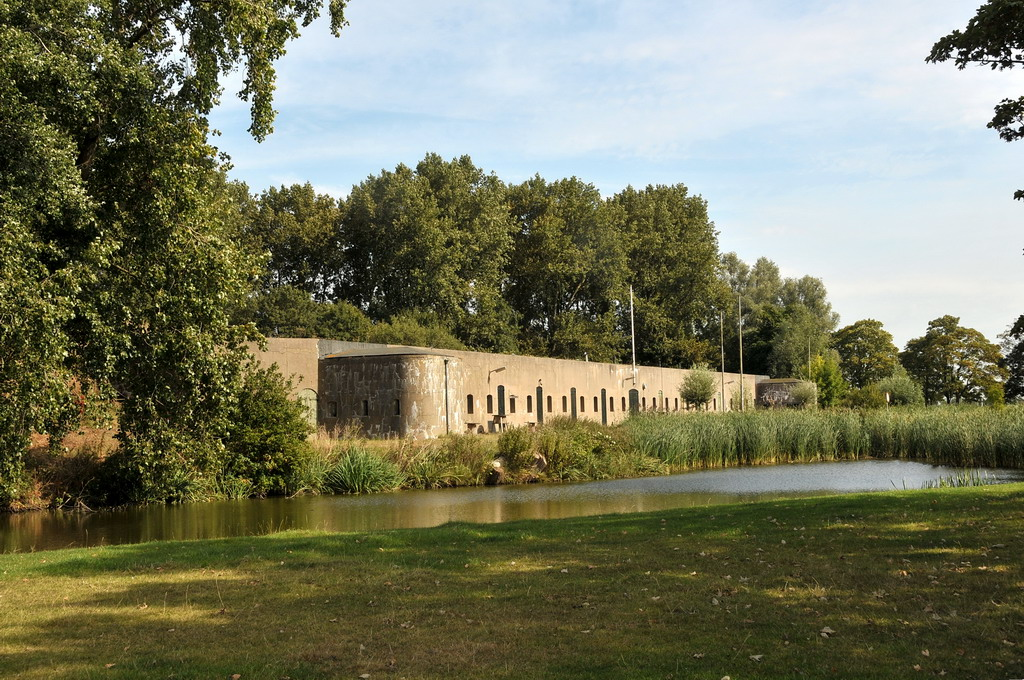
Fort am Den Ham, 2009

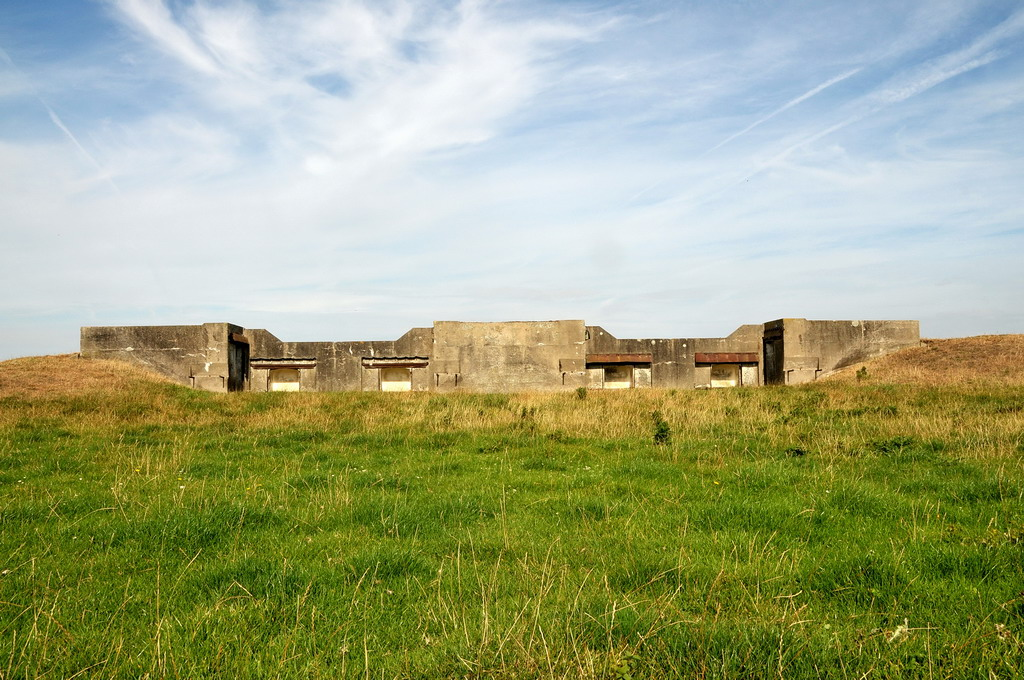
Nebenbatterie am Fort am Den Ham, 2009

#### Gruppe Westzaan
- Batterie am Nordseekanal
- Posten von IJmuiden
  - Fort bei IJmuiden
  - Küstenbatterie bei IJmuiden
- Kasematte Velserspoorbrug
- Fort bei Velsen (teilweise abgetragen)
- Assendelver Zeedijk
- Linienwall Aagtendijk – Zuidwijkermeer
  - Fort Zuidwijkermeer
  - Fort am St. Aagtendijk
- St. Aagtendijk
  - Fort bei Veldhuis
- Linienwall östlich des Forts bei Veldhuis
- Inundierungsdamm westlich des Forts bei Veldhuis

#### Gruppe Wormerveer
- Batterie am Bahnhof Uitgeest (nicht vollendet, abgetragen)
- Fort nördlich von Uitgeest (nicht vollendet, abgetragen)
- Inundierungskai von der Nauernasche Fahrt bis De Dam
  - Fort am Den Ham
  - Fort bei Krommeniedijk
- Fort bei Marken-Binnen
- Linienwall im Starnmeerpolder
- Weg durch die Polder Wormer, Jisp und Nek
- Fort bei Spijkerboor